# Бор, Кирилл Валерьевич
Кирилл Валерьевич Бор (род. 9 ноября 1998, Коломна, Московская область) — российский футболист, нападающий.

## Карьера
Воспитанник УОР № 5 (Егорьевск). Свою профессиональную карьеру начинал в «Сатурне», затем выступал за «Долгопрудный» и московский «Арарат». В сентябре 2019 года в качестве свободного агента перешёл в клуб армянской премьер-лиги «Ной». Дебютировал 15 сентября в матче против ереванского «Арарата» (0:1). 20 июня 2021 года покинул клуб в связи с истечением срока действия контракта. В сезоне 2021/22 игрок провёл два матча за «Коломну».

## Достижения
- Серебряный призёр чемпионата Армении: 2019/20, 2020/21
- Обладатель Кубка Армении: 2019/20.
- Обладатель Суперкубка Армении: 2020.